# Малаві на літніх Олімпійських іграх 2020
Малаві на літніх Олімпійських іграх 2020 представляли п'ять спортсменів у чотирьох видах спорту.